# Jacques Novicow
Jacques Novicow (Yakov Aleksandrovitch Novikov - Новиков Яков Александрович), född 29 september 1849 i Konstantinopel, död 21 maj 1912, var en rysk-fransk sociolog, pacifist, feminist och antirasist.

## Novicow som antirasist
L'Avenir de la race blanche gick till storms mot samtidens föreställningar om den gula faran. De dystra spådomarna byggde på antagandet att civilisation beror på ras. Pessimisterna trodde att ny medeltid var i annalkande när de lägre raserna tog över jorden genom "den stupida makten i sitt antal". Han försökte punktera rasismens fruktansvärda visioner genom att peka på att om de färgade verkligen var så underlägsna som man påstod, så hade vita ingenting att frukta av dem. Då skulle ju Europa alltid komma att behärska världen. Föreställningarna om den gula faran var därför enligt honom befängda. Men om de gula raserna inte var underlägsna de vita, och om de var i stånd att utveckla civilisationen vidare, varför skulle man då frukta en ny medeltid. 
Den övergripande frågan i Novicows bok var definitionen av ras eftersom samtiden tillmätte den så stor betydelse. Enligt honom var förvirringen total. Antalet raser var oklart, vilka kriterier som skulle användas var också oklart. Det fanns också många som insåg att civilisation inte hade något direkt samband med skallform eller hudfärg. Om det alls fanns något direkt samband måste det vara indirekt. Som en sann sociolog menade Novicow att vad en människa blir berodde inte bara på individens personliga egenskaper utan också på samhället omkring henne och vilka uppgifter det ställde.